# Marketta Punasuomalainen
Marketta Ristontytär Punasuomalainen, född 1600, död 1658, var en finländsk klok gumma som avrättades för häxeri. Hon är en av de mest kända offren för häxjakten i Finland.

## Biografi
Marketta var gift med Simo Antinpoika, och paret ägde en bondgård i Ruovesi. Paret tvingades under 1630-talet lämna sin gård och börja tigga på landsvägen. De uppehöll sig ofta vid trakten kring Vasa. 
De försörjde sig utöver tiggeriet på olika tillfälliga småarbeten. Marketta var verksam som klok gumma. Det fanns ett förflutet av trolldom i släkten, då hennes makes farbror år 1624 hade åtalats för trolldom, och paret omgavs av rykten om häxeri. Marketta uppmuntrade ryktet och försökte använda sig av det till sin fördel. 
Allmän fattigdom rådde och bönderna besvärades av hennes tiggeri och var rädda för henne på grund av hennes rykte om trolldom. År 1655 inlämnades ett klagomål om henne från bönderna till biskopen, som beskrev rädslan för hennes trolleri. En av traktens präster började hålla predikningar mot hennes häxeri, och under en sådan predikan 1656 uppmanade han allmänheten att ta fast henne. Marketta hördes av vittnen uttala hotelser mot honom, och efter dessa avled han. En man uttalade hotelser mot henne då hon tiggde, och efter detta hade hans bebis blivit sjuk.  
Flera personer hade efter en konflikt med henne blivit sjuka eller dött, och detta troddes bero på att hon hade förtrollat dem. 
Hon greps och ställdes inför rätta i Vasa år 1657. Hon anklagades för att ha förhäxat öl, för att ha förorsakat sjukdomar och för att ha förorsakat två mäns död genom trolldom. Hon förnekade anklagelserna och förklarade att hon aldrig hade skadat någon. Den allmänna rädslan för henne tros ha bidragit till en fällande dom. Hon dömdes till att halshuggas och brännas på bål. Hon avrättades 1658. 
Hennes make Simo Antinpoika åtalades också för häxeri, men frikändes. Hennes dotter Katarina åtalades för häxeri 1659, men frikändes. Hennes namn nämndes ofta under den stora häxjakten i Finland på 1670-talet. 